# Cape Air
Cape Air ist der Handelsname der Hyannis Airservice, Inc. mit Sitz in Hyannis, Massachusetts. Sie betreibt Linienflüge in Florida, Indiana, New England, New York, den United States Virgin Islands und Mikronesien. Flüge zwischen Hyannis und Nantucket, Massachusetts werden unter den Farben von Nantucket Airlines, einer Tochtergesellschaft von Cape Air, durchgeführt. Der Hauptsitz und die Heimatbasis befindet sich am Barnstable Municipal Airport.

## Geschichte
Cape Air wurde 1989 von dem Piloten Dan Wolf und einigen guten Freunden gegründet. Der Flugbetrieb wurde am 16. Oktober 1989 aufgenommen. Anfangs flog Cape Air zwischen Provincetown, MA, und Boston. In den frühen 1990er Jahren wurde das Streckennetz auf den Südosten New Englands ausgeweitet. Ziele in Florida und in der Karibik wurden ab den späten 90er Jahren angeflogen und Flüge in Mikronesien folgten ab 2004.
Im Jahr 1994 übernahm Cape Air die Nantucket Airline und bietet seitdem stündlich Flüge zwischen Nantucket und Hyannis unter deren Farben an.
Ende 2007 weitete Cape Air ihr Streckennetz auf den Nordosten und Mittelwesten der USA aus. Im November 2007 startete Cape Air die dreimal tägliche Verbindung zwischen Boston und Rutland, Vermont. Die Strecke wird von der US-Regierung im Rahmen des Essential Air Service (EAS) subventioniert. Mit Regierungsunterstützung expandierte Cape Air im November 2007 in Indiana, mit Verbindungen von Indianapolis nach Evansville und South Bend.
Am 14. Februar 2007 schloss Cape Air ein Code Share Abkommen mit JetBlue für Flüge ab Boston Logan International Airport.
Nach dem Zusammenbruch der Delta Connection Partnergesellschaft Big Sky Airlines Anfang 2008 ersetzte Cape Air mit drei täglichen Flügen die EAS-Verbindungen von Boston nach Plattsburgh, NY und Saranac Lake, NY.
Am 1. Oktober 2010 fusionierten die UAL Corporation und die Continental Airlines zu den United Continental Holdings. Durch die Fusion wurde auch der Regionalpartner der Continental Airlines, Continental Connection, zum Partner von United Express. Damit war Cape Air Partner von United Express.
Cape Air plant weitere EAS-Verbindungen von Albany, NY nach Watertown, Ogdenburg und Massena, NY, sowie von Lebanon, NH nach Boston (Stand 2008).

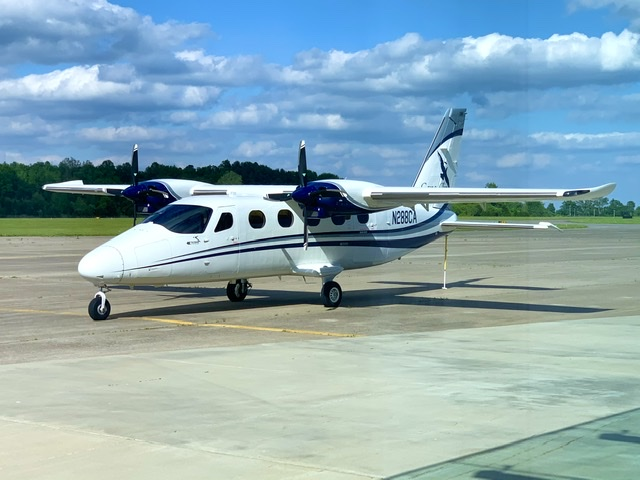
Tecnam P2012 Traveller der Cape Air, 2020

Am 31. März 2018 endete die Partnerschaft mit United Express.
Am 16. Oktober 2020 stellte Cape Air auf dem Barnstable Municipal Airport in Hyannis ihre ersten beiden Tecnam P2012 Traveller vor, die sie einige Wochen zuvor erhalten hatte und für die sie Erstkunde ist. Anfang Dezember 2019 wurde mit den neuen Maschinen der Liniendienst aufgenommen, zunächst auf der 200 Kilometer langen Strecke von Boston nach Rutland. Weitere 18 fest bestellte Maschinen sollen folgen, außerdem bestehen noch Optionen auf 90 Flugzeuge. Die Maschinen sollen die große Flotte der betagten Cessna 402 ersetzen.
Ab 2022 will Cap Air als weltweit erste Fluggesellschaft das 2019 auf der Pariser Luftfahrtschau vorgestellte Elektroflugzeug Eviation Alice einsetzen.
Cape Air ist die größte unabhängige Regionalfluggesellschaft der USA. In der Hochsaison bietet Cape Air mehr als 850 Flüge pro Tag an (Stand 2008).

## Flugziele
- Florida
  - Fort Myers, Key West.

- Mittelatlantikstaaten
  - Baltimore (Drehkreuz), Hagerstown, Lancaster.

- Nordost
  - Albany, Boston (Drehkreuz), Hyannis (Heimatbasis), Martha’s Vineyard, Massena, Nantucket (Nantucket Airlines), New Bradford, Ogdensburg, Provincetown, Rutland, Saranac Lake, Watertown, Lebanon, Augusta, Rockland, Massena, White Plains.

- Mittlerer Westen
  - St.Louis (Drehkreuz), Quincy, Kirksville, Ft. Leonard Wood, Cape Girardeau, Marlon.

- Karibik
  - Tortola, Virgin Gorda (British Virgin Islands), Mayagüez, Anguilla, San Juan (Drehkreuz), Vieques (Puerto Rico), St. Croix, St. Thomas (United States Virgin Islands).

- Marianen Inseln, USA (als Continental Connection)
  - Guam (Drehkreuz), Rota, Saipan.

## Flotte

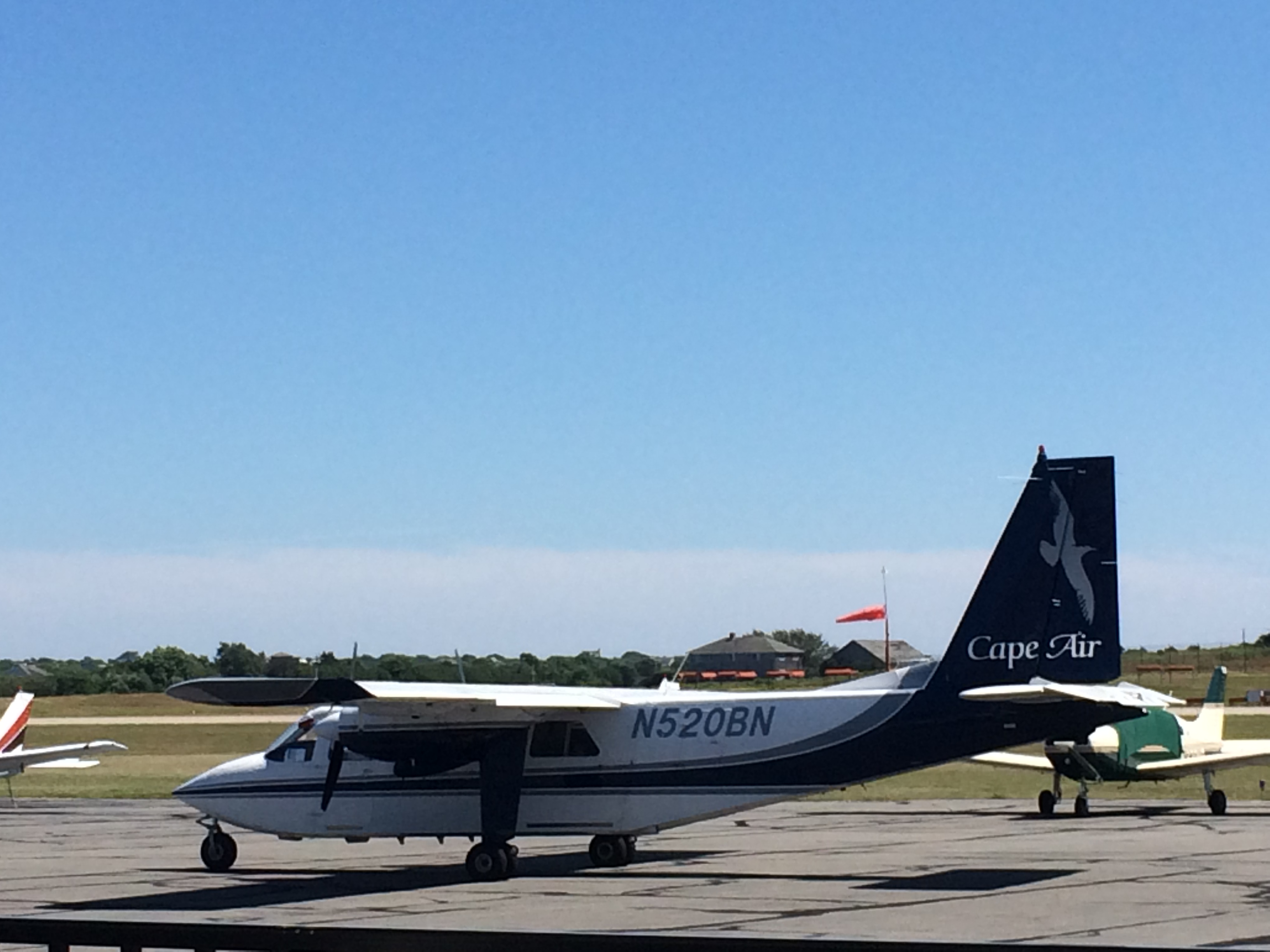
Britten-Norman BN-2 Islander der Cape Air auf dem Block Island State Airport, 2015

### Aktuelle Flotte
Mit Stand Mai 2024 besteht die Flotte der Cape Air aus 102 Flugzeugen:
| Flugzeugtyp                  | Anzahl | bestellt | Anmerkungen  |
| ---------------------------- | ------ | -------- | ------------ |
| Britten-Norman BN-2 Islander | 4      |          |              |
| Cessna 402C                  | 68     |          | eine inaktiv |
| Cessna 414 Chancellor        | 1      |          |              |
| Tecnam P2012 Traveller       | 29     |          |              |
| Gesamt                       | 102    | –        |              |

### Ehemalige Flugzeugtypen
In der Vergangenheit setzte Cape Air bereits folgende Flugzeugtypen ein:
- 02 ATR 42-320
- 01 Cessna Caravan Amphibian